# Limonium transwallisnum
Limonium transwallisnum är en triftväxtart som först beskrevs av Herbert William Pugsley, och fick sitt nu gällande namn av Herbert William Pugsley. Limonium transwallisnum ingår i släktet rispar, och familjen triftväxter. Inga underarter finns listade i Catalogue of Life.